# 日本武道館
35°41′35.2″N 139°44′57.7″E / 35.693111°N 139.749361°E
日本武道館（日语：／ Nippon Budōkan */?）是日本一个为鼓勵傳統的武道及身心磨練的大道場而興建的設施，坐落於東京都千代田區北之丸公園。日本武道館亦是其業主財團法人的名稱。通稱為「武道館」。

## 概略
日本武道館是為1964年舉行的東京奧運會場之一而建設，同年10月3日落成。設計師為山田守，由竹中工務店承包施工，採用八角形的設計，屋頂樣貌則仿自富士山。門口的「武道舘」匾額，出自財團法人日本武道館首任會長正力松太郎之手筆。
1964年東京奧運期間，至10月20日共4日間在此舉行柔道比賽。之後主要做為柔道、劍道、空手道等武道活動場地使用，同時成為舞蹈、樂團、演武會等表演，以及演唱會與格闘技（職業拳擊、職業摔跤、K-1、PRIDE）的舉行會場、大學等的大規模入學禮、畢業禮會場等廣泛使用。
毎年4月29日舉行的全日本柔道選手權大會（無差別級競賽，日本全國冠軍決定戰）、11月3日全日本劍道選手權、11月下旬的自衛隊音樂節皆在此舉行。日本天皇與首相固定出席的全國戰歿者追悼式也於每年的8月15日（終戰之日）在此地舉行。

## 館内設備等
- 大道場（競技場）上方天井常態掛置日本國旗。
- 大體育館舖設木板，作為柔道競技場使用時，會舖設疊，在演唱會舉行時則放置椅子。在天井的日本國旗在演唱會或活動舉行時會降下。柔道場使用的數百枚疊，收納於體育館的地底下。（建築物的B3F）
- 一階固定席3199席，2、3階固定席7846席，立見席（3階）480席，競技場區最大2946席，最大共14471席。[1]
- 大體育館亦作其他，小規模的柔道場與劍道場。
- 各武道的學生連盟事務所與國際武道大學事務所設於此。
- 2021年（因疫情被推遲一年）作為第32屆夏季奧林匹克運動會柔道與空手道比賽場館，在此之前日本武道館將首次進行改建。

## 音樂活動
由於悠久的歷史（建成于1964年，而最早的巨蛋東京巨蛋於1988年才建成），武道館是眾多世界頂尖樂團及歌手演出過，並錄製下「Live In Budokan」現場專輯的場地，也因此為全世界所知。故此地有著一種「聖地」及「最高殿堂」的象徵意義，而不單單只是一個體育館，能夠在此地演出是眾多歌手的目標。
- 利奥波德·斯托科夫斯基於1965年7月13日來日公演，為首位在此舉行公演的音樂家，並指揮日本愛樂交響樂團演奏樂曲。
- 披頭四樂隊於1966年6、7月間第一次踏上日本即是在此舉行公演，是第一個在此演出的流行樂樂團。
- 老虎樂隊在1968年3月10日在此公演，是首個在武道館演出的日本樂隊。後1971年1月24日《The Tigers Beautiful Concert》告別演唱會亦在此舉行。
- 齊柏林飛船 (樂團)於1971年9月在此首次來日公演。
- 深紫於1972年，1973年在此舉行日本公演。1972年之演出錄製為『Made in Japan』現場專輯。
- 木匠兄妹1972年6月2日進行了首次的武道館公演。
- Eric Clapton1974年10月31日首次來日公演。自此開始至今(2016年)，除1985年，1991年以外（因與披頭四成員George Harrison合作音樂會），42年來每次巡迴演唱都會來到武道館，總場數破百場。1979年12月3日之公演錄製為『Just One Night』現場專輯發表。
- 皇后樂團1975年4月19日首次來日公演。
- 陳美齡於1978年，根據日語資料，是首個在在武道館舉行個人演唱會的華人。
- 西城秀樹於1975年11月3日，舉行了首個日本人在武道館的個人演唱會。
- 山口百惠於1980年10月5日，舉行了告別演唱會，正式引退。
- 高中正義於1981舉辦『Rainbow Goblins Story 虹伝説』表演。[2]
- 松田聖子自1982年12月25日第一次在此舉行個人演唱會『Christmas Queen』，至2021年10月已於武道館舉行116次演唱會，為女性歌手於此舉行演唱會次數最多的一位，歷史排名第二位。
- 法蘭克·辛納屈1985年在此舉行演唱會。
- 香港 譚詠麟 聯同日本谷村新司，韓國 趙容弼 ，1985年8月31日-9月1日於日本武道館開了兩場「亞洲和平音樂會85」（PAX MUSICA 85 ）巡迴演唱會[3][4]。
- 中森明菜於1986年12月至1989年3月間在日本東京武道館以Meiji PRESENTS AKINA LIVE名稱共舉辦三回巡迴演唱會。
- 楊麗花曾在1983年和2001年于日本東京武道館演出唐伯虎點秋香和梁山伯與祝英台，是首位在此場地演出歌仔戲的藝人。
- 尾崎豐原定在1992年6月16、17日舉行其首個武道館演唱會，但因意外離世而取消。
- 聲優椎名碧流於1997年2月22及23日在此舉行個人公演，是第一位在此演出的聲優。
- 王菲於1999年在日本武道館舉辦了兩場唱游大世界演唱會，2001年又在同場館舉辦了兩場全面体演唱會。
- 女子十二樂坊曾在2004年於日本武道館舉行專場音樂會。
- 神話在2006年9月24日在日本東京武道館舉行《SHINHWA 2006 JAPAN TOUR INSPIRATION》演唱會，是首位在此場地演出的韓國團體。
- 東方神起於2007年於日本舉辦了全國Hall巡迴演唱會「2nd LIVE TOUR 2007 〜Five in the Black〜」，其後增加在2007年6月18~19日本武道館2DAYS為追加公演。
- 周杰倫2008年世界巡迴演唱會日本站，2月16、17日在東京武道館展開連唱兩天的演出。
- 久石讓於2008年8月5日舉辦音樂會《久石讓 in 武道館 ～與宮崎駿動畫一起走過的25年～》動員了交響樂團200人，合唱團800人，鼓號樂隊160人以及聲樂家和歌手等，全數將近1200人的超大型編制
- w-inds.於2008年8月28日舉行《w-inds. Live Tour 2008 "Seventh Ave."》；2011年4月28日及11月14日兩度於武道館舉行《w-inds. 10th Anniversary ~Three Fourteen~ in 武道館》及《w-inds. 10th Anniversary BEST LIVE TOUR 2011》；2013年舉行《w-inds. LIVE TOUR 2013 "AWAKE"》。相隔3年半再度重踏日本武道館的台板，於2017年9月27日舉行巡迴演唱會《w-inds. LIVE TOUR 2017 "INVISIBLE"》的最終場。
- 谷山紀章於2010年5月3日以歌手KISHOW名義和吉他手飯塚昌明所組成的樂團GRANRODEO在此舉辦成立五周年紀念的武道館演唱會，也是第一位在武道館開唱的男性聲優（聲優界內為第六位）。
- [ONE OK ROCK（ワンオクロック)]於2010年11月28日，首次在日本武道館舉辦個人演唱會《[THIS IS MY BUDOKAN?!]》。
- 泰勒·斯威夫特於2011年2月17日舉行愛的告白世界巡迴演唱會東京站。
- SEKAI NO OWARI 於2011年11月22日舉行主流出道後的第一埸演唱會
- 李昇基於2012年6月1日舉行李昇基希望演唱會（日本站）。
- T-ara於2012年7月25、26日舉行T-ara Japan Tour 2012: Jewelry Box東京站。
- 宮野真守於2013年音樂活動屆滿五周年之際，以首位男性聲優SOLO歌手身份成功登上武道館舉辦個人公演。
- AKB48姐妹團HKT48於2013年4月27日，主流出道第39天初次登上武道館，為女子偶像團體之紀錄（《AKB48集團臨時總會～黑白分明！～》）。
- 2014年1月3日在日本武道館，LiSA舉辦個人演唱會 「LiVE is Smile Always〜今日もいい日だ〜」
- Super Junior-D&E在2014年5月8-10日期間，在武道館舉辦第一次日本巡回演唱会《Super Junior-D&E The 1st Japan Tour 2014》，隨後在2018年11月8日-9日舉辦了Super Junior-D&E第三次日本巡回演唱会《Super Junior-D&E Japan Tour 2018 ~STYLE~》東京站武道館站。
- 2015年1月10日與11日,LiSA在日本武道館舉辦《LiVE is Smile Always～PiNK＆BLACK～》演唱會。
- SILENT SIREN於2015年1月17日，以主流出道2年2個月的時間打破了SCANDAL以5年7個月創下的紀錄, 成為女子樂團首次登上武道館的最快紀錄(截至2017年)。
- 张根硕 2015年6月2日-3日 举办  《The Cri Show Ⅲ》
- 五月天 2015年8月28、29日舉辦《Just Rock It！就是世界巡迴演唱會》，是首位在此場地演出的華人樂團。2017年2月3日、4日举办《Re：DNA》演唱会。2018年5月19日、20日舉辦《LIFE人生無限公司巡迴演唱會》[5]
- 初音未来 2015年9月4及5日举办《魔法未来2015》演唱会，是首位在日本武道馆举办演唱会的虚拟偶像。
- iKON 2016年2月15及16日舉辦《iKON Japan Tour 2016》，在日本出道後僅33天便在日本武道館舉辦演唱會，打破史上海外藝人用時最短的記錄
- Buono! 2016年8月25日舉辦《Buono! Festa 2016》單獨演唱會
- ClariS 2017年2月10日舉辦 《ClariS 1st 武道館コンサート～2つの仮面と失われた太陽～》
- Versailles 2017年2月14日情人節當天舉辦該樂團首度於日本武道館的演唱會，許多外國人慕名而來，日本內閣總理大臣夫人安倍昭恵也到場支持。
- M.S.S Project 2017年2月18日舉辦《M.S.S Project ～光と闇のファンタジア～ FINAL》，是第一組以遊戲實況者的身分在武道館表演。
- 泰民 2017年7月1、2日舉辦《TAEMIN the 1st Stage Nippon Budokan》，是第一次個人演唱會。
- BLACKPINK 2017年7月20日舉辦《BLACKPINK Premium Debut Showcase》，成為首組尚未在日本出道便於此地舉行公演的海外藝人。
- After the Rain 2017年8月9、10日連續兩日舉辦《After the Rain 日本武道館2017 -Clockwise/Anti-Clockwise-》，是首組以Nico唱見出身在此演出的音樂組合。
- Poppin'Party2017年8月21日舉辦《BanG Dream! 4th☆LIVE Miracle PARTY 2017! at 日本武道館》，以出道時間一年零六月的時間打破了SILENT SIREN以兩年兩個月和Sphere （页面存档备份，存于）以一年零七個月創下的記錄，成爲史上最快登上武道館的女子樂隊和聲優組合。(截至2019年)
- Aikatsu!2018年2月27、28日舉辦《Aikatsu Music Festa 2018》，亦是Aikatsu歌唱擔當活動卒業前最後專場演唱會
- i☆Ris2017年4月5日舉辦的《i☆Ris 4th Anniversary Live~418~》是4週年演唱會
- RAISE A SUILEN2019年2月22日舉辦《「BanG Dream! 7th☆LIVE」Genesis》，以出道73天登上武道館，打破了Poppin'Party的紀錄，成為史上最快登上武道館的女子樂隊。
- Roselia2019年2月21日舉辦《「BanG Dream! 7th☆LIVE」Hitze》。
- YOASOBI 2021年12月5日舉辦《NICE TO MEET YOU》。
- 花譜於2022年8月24日於日本武道館舉行《花譜不可解參狂in日本武道館》演唱會，是首位在此演出的虛擬Youtuber。
- Vaundy於2022年9月8、9日舉辦《深呼吸》演唱會
- 綠黃色社會於2022年9月16，17日舉行「綠黃色社會x日本武道館"20122022"」十周年紀念演唱會
- Indigo la end 於2022年11月1日舉行「藍」演唱會。
- 上白石萌音於2023年1月25日舉辦「MONE KAMISHIRAISHI 2023 at BUDOKAN」演唱會
- 李宗盛於2023年10月3日舉辦 「有歌之年」 巡廻演唱會
- 梶浦由記於2023年12月8、9日舉辦 「-KajiFes.2023-」 出道三十年紀念演唱會
- 張惠妹於2024年5月2、3日舉辦《ASMR世界巡迴演唱會》[6]
- UVERworld自2008年來，每年12月25日聖誕節皆會於日本武道館舉行演唱會，至2023年12月25日以來已連續14年[7]
- 周華健於2024年10月7日舉辦《少年的奇幻之旅》巡迴演唱會。[8]
- VTuber女子團體hololive旗下的星街彗星於2025年2月1日舉辦個人演唱會「Hoshimachi Suisei 日本武道館 Live "SuperNova"」。
- Poppin'Party於2025年5月26日舉辦《Poppin'Party 10th Anniversary LIVE「ホシノコドウ」》
- 蘇打綠於2025年5月29日舉辦《二十年一刻巡迴演唱會》

## 交通方式
- 竹橋站
- 飯田橋站
- 九段下站

## 圖片

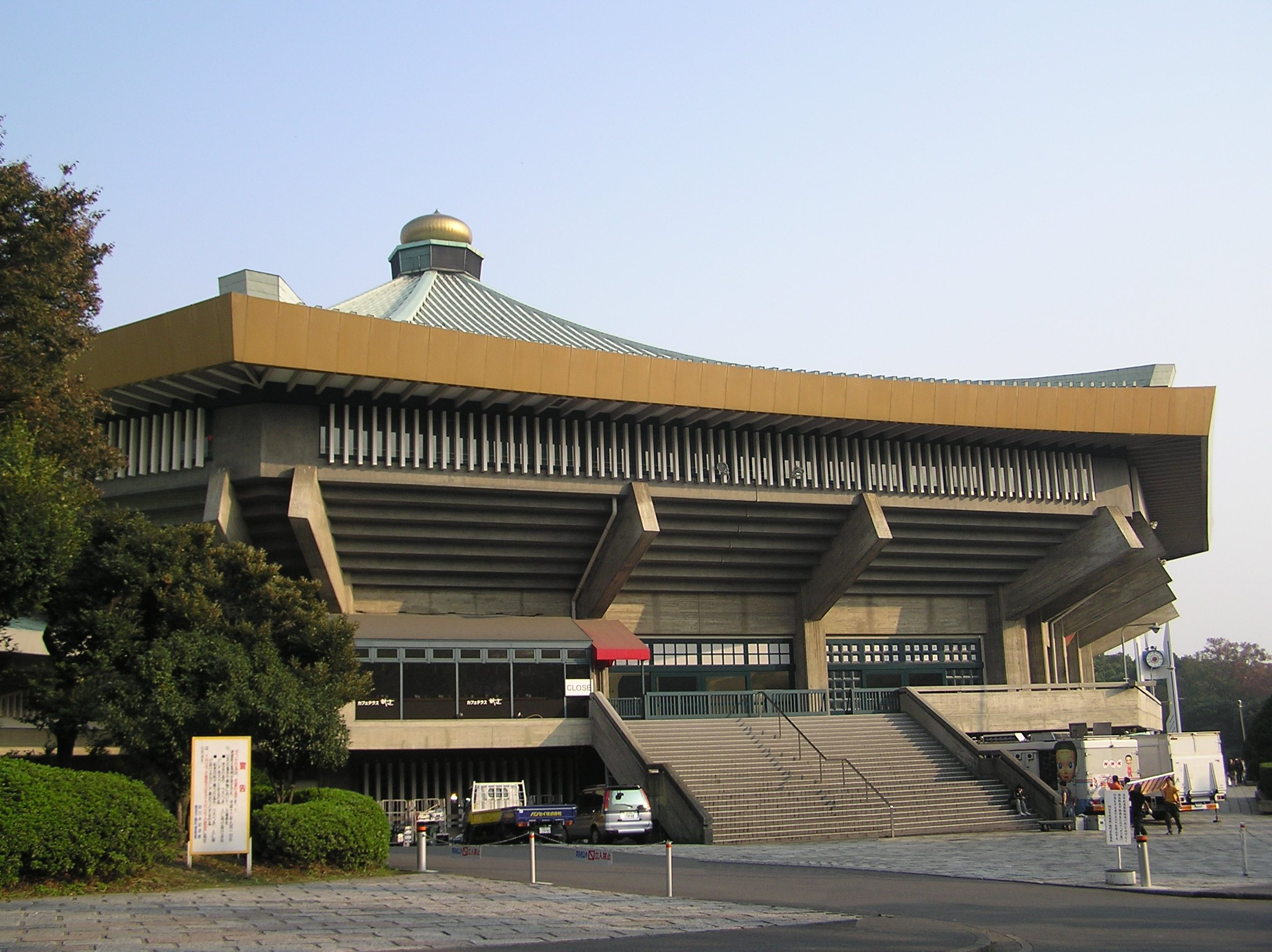
武道館・九段下側入口
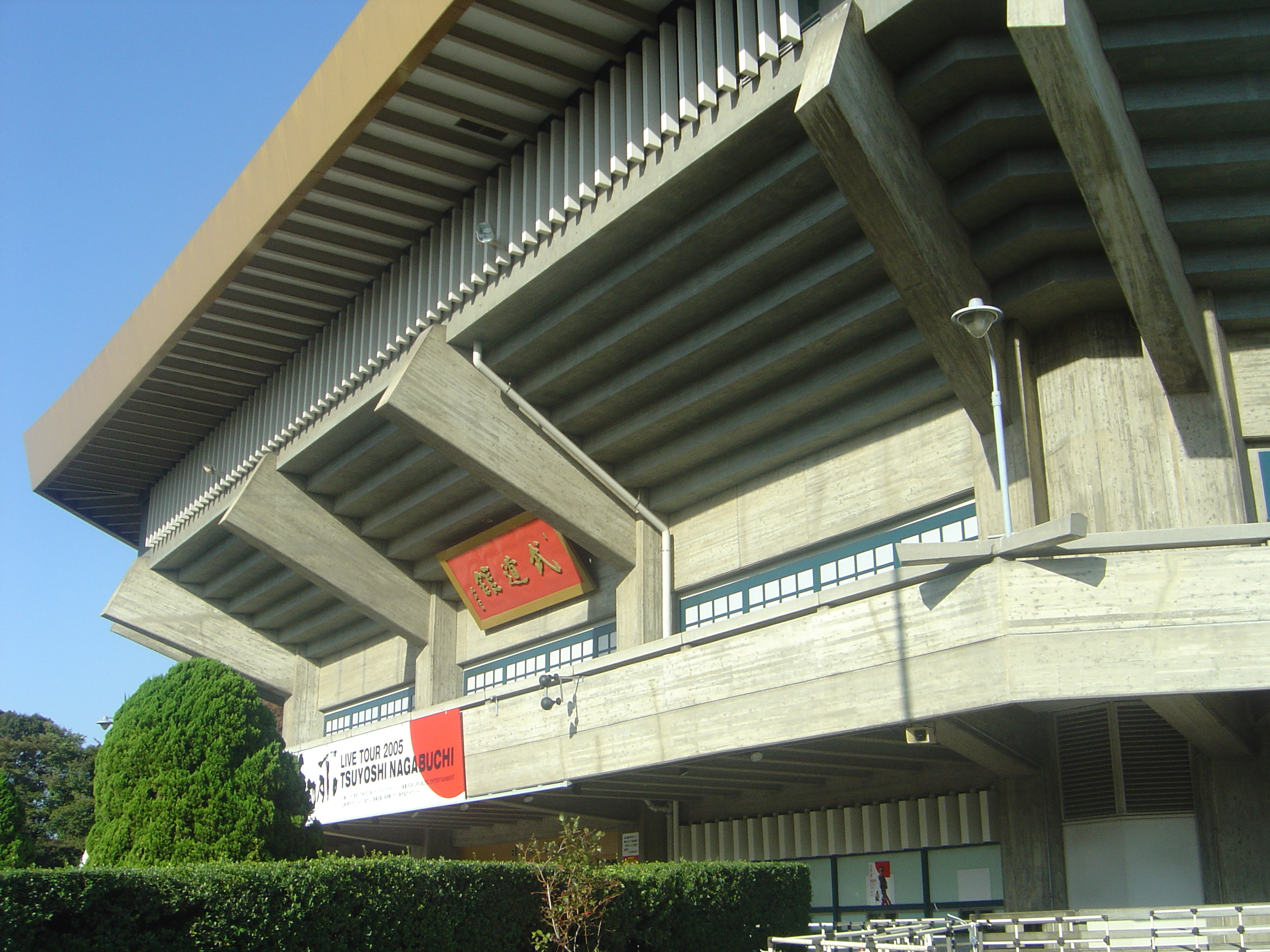
武道館・正面入口
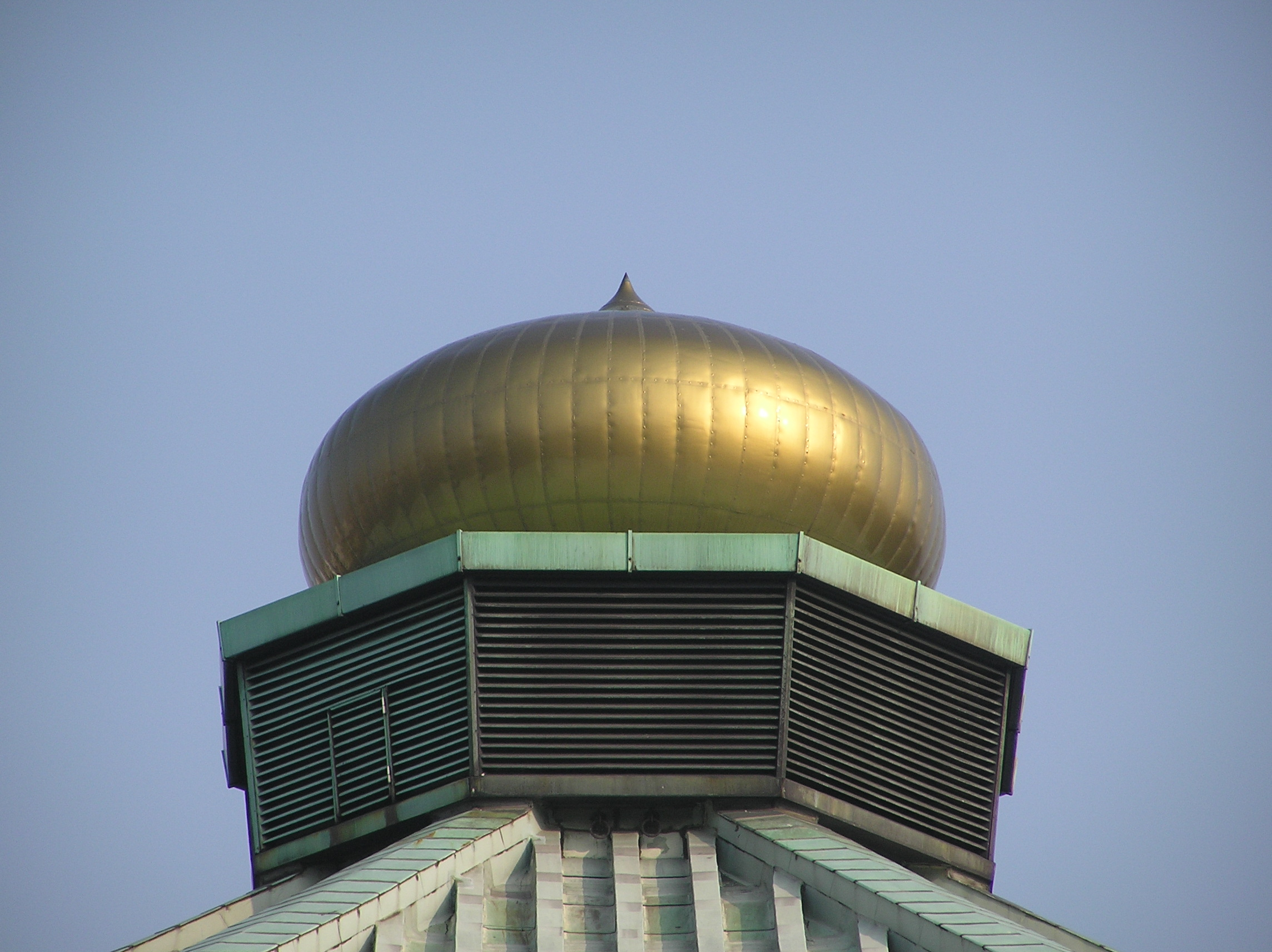
擬寶珠
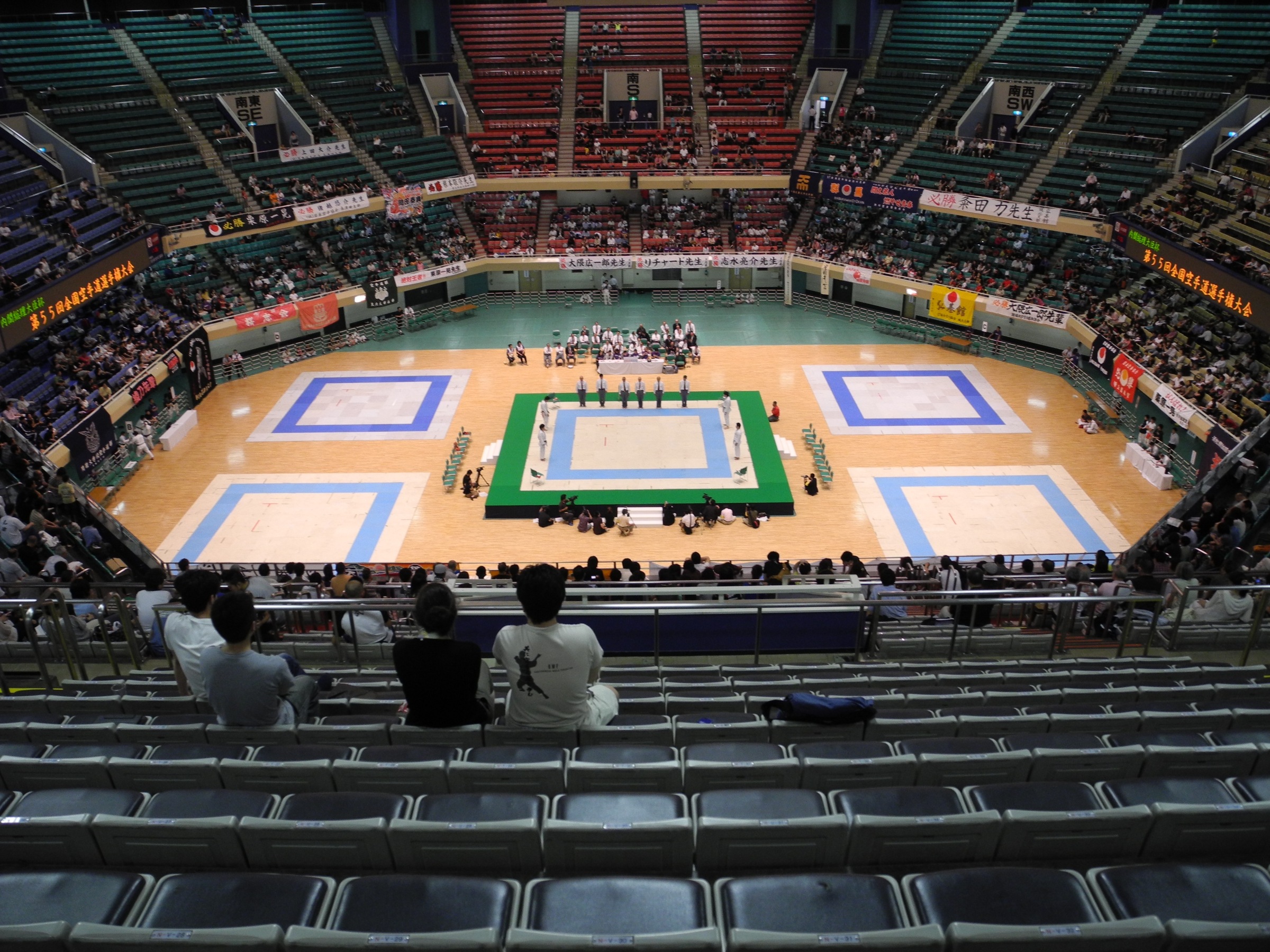
內部樣貌（空手道布局）
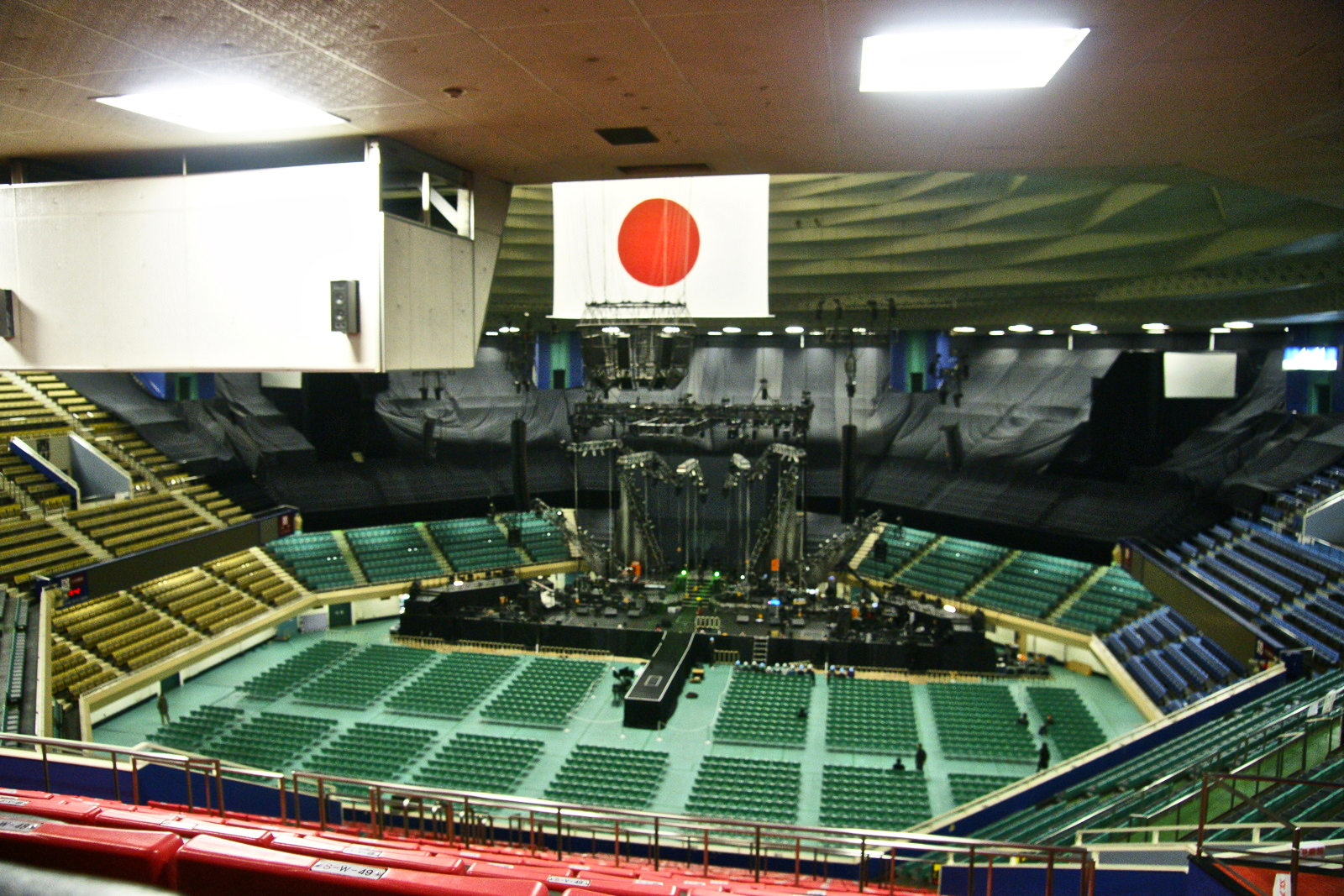
內部樣貌（演唱會布局）
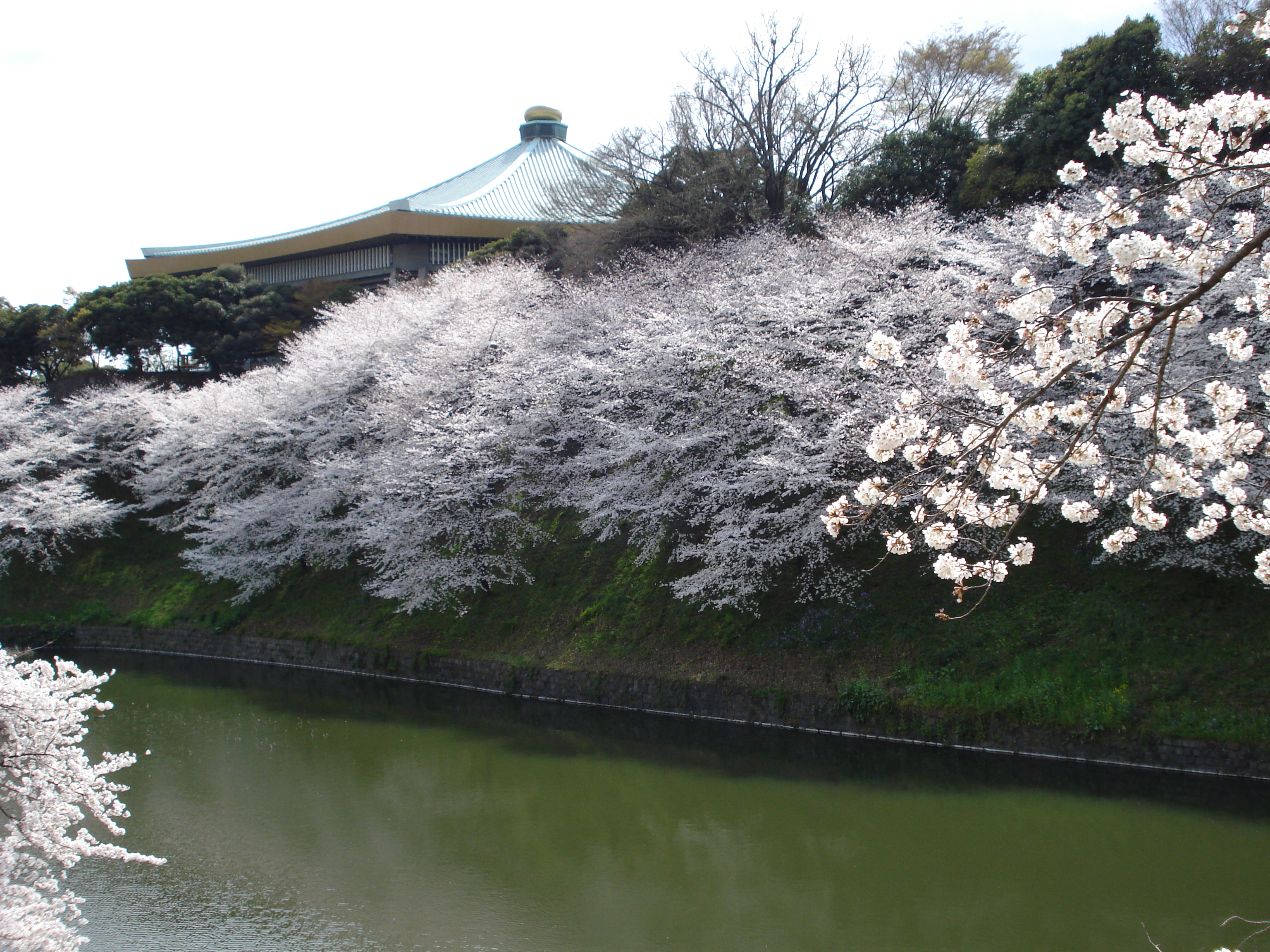
春景

## 外部連結
- 財團法人日本武道館 （页面存档备份，存于）
- 築土神社（日本武道館的氏神）